# Johan Robeck
Ne doit pas être confondu avec John de Robeck.
Johan Robeck, né le 16 septembre 1672 à Kalmar et mort en 1735 près de Brême, est un philosophe suédois.

## Biographie
Élevé dans la religion réformée, il étudia à Uppsala, avant de se rendre en Allemagne à Hildesheim, où il se convertit en 1704, entra chez les jésuites en Westphalie, et séjourna longtemps à Rinteln. 
On lui doit une apologie du suicide Exercitatio philosophica de morte voluntaria (Usage philosophique de la mort volontaire, 1736) publiée à titre posthume et qui souleva un grand débat dans l’Europe des Lumières, surtout après son propre suicide par noyade dans la Weser.
Les fondements de cette théorie apologétique du suicide, qui a connu un grand impact, sont à rechercher dans le stoïcisme. L’ouvrage qui la défend est l’un des plus célèbres sur le sujet de son temps et il a eu une influence, entre autres, sur Jean-Jacques Rousseau et sur Voltaire. Le premier évoquera la question dans la lettre vingt-et-un de la troisième partie de la Nouvelle Héloïse lorsque le héros contemple un moment l’idée du suicide après que Julie lui a demandé de ne plus lui écrire, tandis que le second mentionne nommément Robeck, comme « professeur allemand » dans le chapitre 12 de Candide, ou l’Optimisme.